# Olga Rógova
Olga Rógova (en ruso: Ольга Рогова) es un deportista soviética que compitió en tiro con arco, en la modalidad de arco recurvo.
Ganó una medalla de oro en el Campeonato Mundial de Tiro con Arco al Aire Libre de 1981 y dos medallas en el Campeonato Europeo de Tiro con Arco al Aire Libre de 1980.

## Palmarés internacional
| Campeonato Mundial al Aire Libre | Campeonato Mundial al Aire Libre | Campeonato Mundial al Aire Libre | Campeonato Mundial al Aire Libre |
| Año                              | Lugar                            | Medalla                          | Prueba                           |
| -------------------------------- | -------------------------------- | -------------------------------- | -------------------------------- |
| 1981                             | Punta Ala (Italia)               | Medalla de oro                   | Equipo                           |
| Campeonato Europeo al Aire Libre |                                  |                                  |                                  |
| Año                              | Lugar                            | Medalla                          | Prueba                           |
| 1980                             | Compiègne (Francia)              | Medalla de oro                   | Equipo                           |
| 1980                             | Compiègne (Francia)              | Medalla de plata                 | Individual                       |